# Риял Катара и Дубая
Риял Катара и Дубая — коллективная валюта эмиратов Катар и Дубай в 1968—1973 годах.

## История
В 1959—1966 годах в Катаре и Дубай в обращении использовалась рупия Персидского залива, выпускавшаяся Резервным банком Индии. 21 марта 1966 года Катар и Дубай заключили соглашение о создании коллективного эмиссионного органа и выпуске коллективной валюты, которая должна была заменить рупию. В связи с девальвацией в июне 1966 года индийской рупии на 36,5 % и последовавшей за ней девальвацией рупии Персидского залива княжества залива отказались от использования рупии. В качестве временной валюты был введён саудовский риял, обмен рупий на риялы производился в течение трёх дней в соотношении: 106,50 рупий = 100 риялам. 
18 сентября 1968 года начат выпуск рияла Катара и Дубая. Обмен саудовских риялов производился в соотношении: 100 саудовских риялов = 106,50 риялов Катара и Дубая. Риял обращался также в княжествах Залива, вошедших вскоре в Объединённые Арабские Эмираты (кроме эмирата Абу-Даби, где использовался бахрейнский динар).
В связи с решением Дубай (2 декабря 1971 года) войти в состав Объединённых Арабских Эмиратов Катар и Дубай расторгли соглашение о деятельности совместного Валютного совета. В мае 1973 года в Катаре риял Катара и Дубая был изъят из обращения и заменён на катарский риал в соотношении 1:1. В Дубае и других эмиратах ОАЭ 18 мая 1973 года был введён дирхам ОАЭ, обмен также производился 1:1.

## Монеты и банкноты
Чеканились монеты: бронзовые в 1, 5, 10 дирхемов, медно-никелевые в 25, 50 дирхемов.
Выпускались банкноты в 1, 5, 10, 25, 50, 100 риялов.